# C'est la loi
Albums de Naza
Incroyable
(2017) Bénef
(2019)
C'est la loi est le deuxième album de Naza sorti le 4 mai 2018.

## Liste des pistes
| No  | Titre                            | Durée |
| --- | -------------------------------- | ----- |
| 1.  | P*tain de m*rde                  | 3:16  |
| 2.  | Coucou                           | 2:51  |
| 3.  | Modestie                         | 3:06  |
| 4.  | Viano                            | 2:27  |
| 5.  | Happy Birthday                   | 3:45  |
| 6.  | Remontada                        | 3:33  |
| 7.  | Traficante                       | 3:06  |
| 8.  | Ça va (avec Alonzo)              | 3:19  |
| 9.  | Pas les mêmes                    | 3:03  |
| 10. | Mon kiki (avec OhMonDieuSalva)   | 3:21  |
| 11. | Way Way                          | 2:43  |
| 12. | Rien en face                     | 2:39  |
| 13. | Ancien combattant (avec KeBlack) | 2:50  |
| 14. | Pas les loves                    | 3:21  |
| 15. | Prends le cash                   | 2:54  |
| 16. | Je peux pas (avec Fally Ipupa)   | 3:09  |
| 17. | À midi (avec Ninho)              | 3:05  |
| 18. | Descente                         | 2:34  |
| 19. | Problème                         | 2:56  |
| 20. | Réseaux sociaux                  | 3:08  |

## Clips vidéos
- Viano : 3 avril 2018
- Remontada : 4 mai 2018
- À midi (avec Ninho) : 14 juin 2018
- P*tain de m*rde : 27 juillet 2018
- Ça va (avec Alonzo) : 16 septembre 2018